# ریگیت
latitudeریگیتlongitudeریگیت
ریگیت (به انگلیسی: Reigate) یک شهر در بریتانیا است که در ساری (انگلستان) واقع شده‌است.

## خصوصیات
ریگیت ۲۱٬۸۲۰ نفر جمعیت دارد.